# أبو عبد الله محمد أبو عصيدة
أبو عبد الله محمد أبو عصيدة هو ابن أبي زكرياء يحيى الواثق بن المنتصر، وقد تلقب بـالمنتصر بالله، وعرف بـأبي عصيدة. تولى الخلافة الحفصية يوم 22 ذي الحجة 694  هـ/2 نوفمبر 1295  م  إلى أن مات في 10 ربيع الثاني 709  هـ/17 سبتمبر 1308  م.

## نشأته
ولد بعد مقتل أبيه وعائلته عام 678  هـ/1279  م، إذ فرت أمه وهي جارية للواثق إلى بيت الولي أبي محمد عبد الله المرجاني حيث وضعت ابنها الذي لقب بـأبي عصيدة، لأن الشيخ أطعم الفقراء يوم مولده عصيدة حنطة  وعندما استشاره في699  هـ/1300  م السلطان الحفصي أبو حفص عمر رأيه في تولية ابنه الصغير من بعده، أشار عليه بتولية أبي عصيدة، فكان الأمر كذلك.

## حكمه
- سياسته الداخلية:

يقول ابن الشماع عن فترة حكمه إنه «غرست فيها غراسات، وبنيت بها الأبراج، وامتدت الآمال»  بما يشير إلى الازدهار في عهده. وقد نشطت التجارة مع الدول المسيحية إذ كان تجارها يأتون إلى تونس. إلا أن ما كان يتهدد المملكة الحفصية في عهده هو الأعراب حتى شعرت مدينة تونس بخطرهم، وأرهقوا الجيش الحكومي.
- سياسته الخارجية:

أما خارجيا فلم يتحمل أبو عصيدة وجود مملكة حفصية منشقة ببجاية فحاول في عام 695  هـ/ 1296م أن يضمها إليه، ، ولكنه فشل، ثم سلك سياسة تشجيع المرينيين على الهجوم عليها قبل أن يتقارب معها في الأخير عام 1304م ، وقد اتفق مع أميرها عام 1308م على أنه «أيهما توفي قبل الآخر أخذ بلاده».
أما مع الدول المسيحية، فإضافة إلى استمرار التجارة في عهد أبي عصيدة، فقد ربط علاقات متينة مع ملك أراغون ، كما أبرم معاهدة صلح مع صقلية عام 1308 

## إشارات مرجعية
1. 1 2 3 4 5 6 7 8 9 10  روبار برنشفيك، تاريخ إفريقية في العهد الحفصي، من القرن 13 إلى نهاية القرن 15، تعريب حمادي الساحلي، دار الغرب الإسلامي، بيروت، 1988، ج 1، ص 142 -156
2. 1 2  ابن الشماع، الأدلة البينة النورانية في مفاخر الدولة الحفصية، تحقيق د. الطاهر المعموري، الدار العربية لكتاب، تونس 1984، ص 83.

| سبقه أبو حفص عمر بن يحيى | سلطان حفصي (تونس) 694هـ-709هـ/1295م-1309م | تبعه أبو يحيى أبو بكر الشهيد |